# (20546) 1999 RA105
A (20546) 1999 RA105 a Naprendszer kisbolygóövében található aszteroida. A LINEAR projekt keretében fedezték fel 1999. szeptember 8-án.